# جام عشق

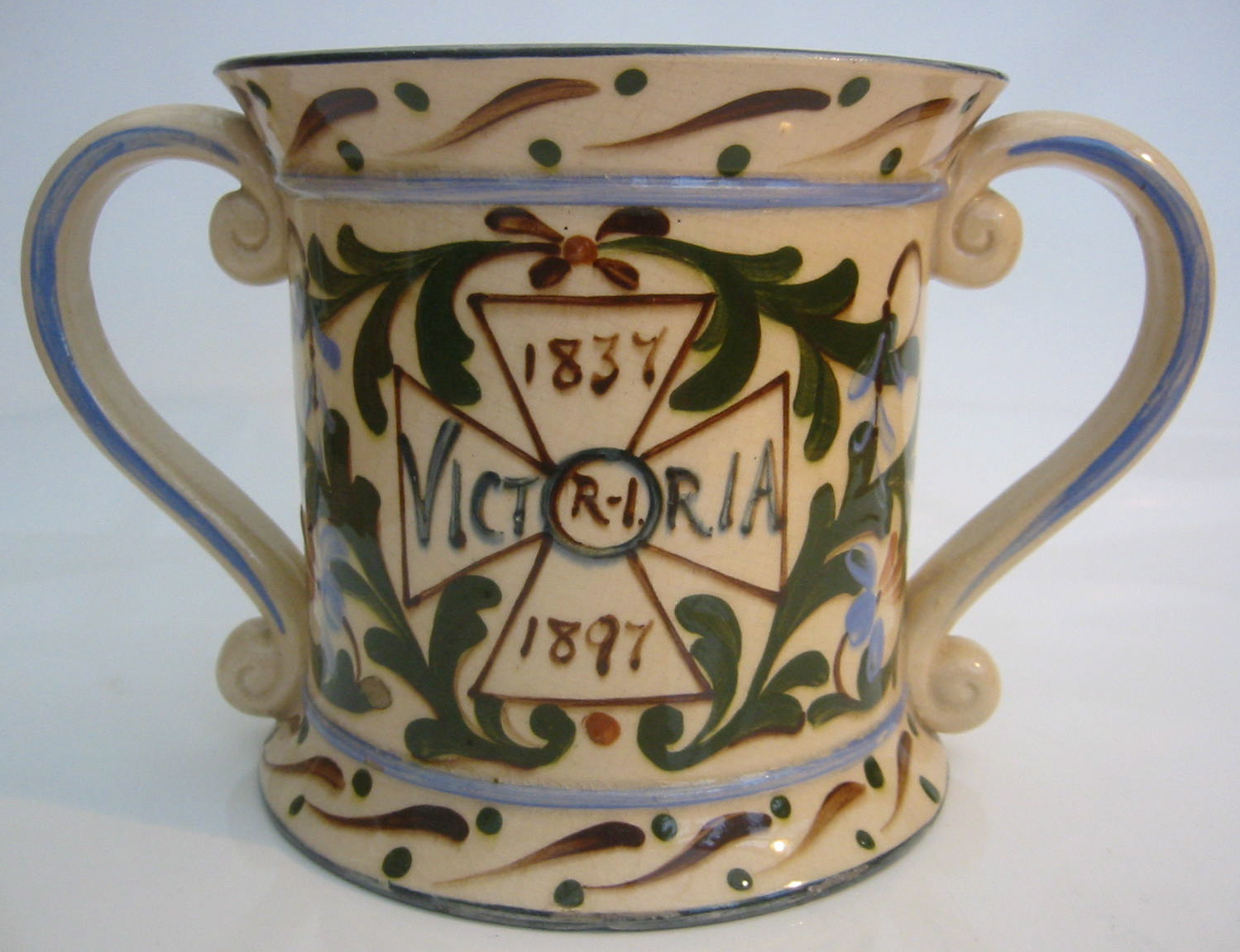
جام عشق چینی در جشن الماس ملکه ویکتوریا (۱۸۹۷)

جام عشق یک ظرف نوشیدنی مشترک است که به طور سنتی در عروسی‌ها و ضیافت‌ها استفاده می‌شود. معمولاً دو دسته دارد و اغلب از نقره ساخته می‌شود. جام‌های عشق اغلب به عنوان جام به برندگان بازی‌ها یا مسابقات داده می‌شود. 

## زمینه
جام عشق در چندین فرهنگ اروپایی، از جمله کویچ سلتیک و coupe de mariage فرانسوی موجود است.  براتینای روسی («جام برادری» یا «جام دوستی») یک کاسه شراب است که برای ضیافت نیز استفاده می‌شود. این «نسخه روسی فنجان عشق» در نظر گرفته می‌شود.  این جام‌ها اغلب بدون دستگیره است.

## همچنین ببینید
- قاشق عشق